# Ondine (prénom)
Pour les articles homonymes, voir Ondine (homonymie).

## Sens et origine du nom
Le prénom Ondine vient du latin unda (à l'origine du mot onde), qui désigne les vagues et les flots.
 Ondine est fêtée le 10 novembre.

## Variantes
- Français et Italien : Ondina
- Allemand : Undina

## Popularité du nom
Prénom extrêmement rare, Ondine est porté par 840 personnes entre 1900 et 2007 (Source: INSEE). Ce prénom est souvent donné en hommage à la pièce de Jean Giraudoux qui porte le même nom.

## Ondine célèbres
- Ondine Valmore (1821-1853), poétesse et femme de lettres française.

## Personnage de fiction portant ce nom
Ondine est une héroïne de la série animée Pokémon.
Ondine est un personnage secondaire des dessins animés La Fée Clochette.